# Cheiracanthium insulanum
Cheiracanthium insulanum là một loài nhện trong họ Miturgidae.
Loài này thuộc chi Cheiracanthium. Cheiracanthium insulanum được Tord Tamerlan Teodor Thorell miêu tả năm 1878.